# Los rollos del Tío Sam / El guarapo y la melcocha
Los rollos del Tío Sam / El guarapo y la melcocha es un sencillo de la banda cubana Grupo Manguaré, lanzado en 1972 bajo el sello discográfico DICAP, y perteneciente a su álbum Manguaré, lanzado el mismo año por el mismo sello.

## Lista de canciones
| Lado A |                          |             |          |  |
| N.º    | Título                   | Música      | Duración |  |
| 1.     | «Los rollos del Tío Sam» | Pancho Amat | 5:12     |  |

| Lado B |                            |        |          |  |
| N.º    | Título                     | Música | Duración |  |
| 2.     | «El guarapo y la melcocha» | D.R.   | 4:48     |  |
| 10:00  |                            |        |          |  |